# East Dubuque
East Dubuque è un comune degli Stati Uniti d'America, situato nello Stato dell'Illinois, nella contea di Jo Daviess.